# Via dos ácidos urónicos
A via dos ácidos urónicos é uma via oxidativa alternativa para a glicose que ocorre no fígado e que conduz à produção de ácido glicorónico, vitamina C e pentoses, sem que haja produção de ATP.
A primeira reacção da via consiste na isomerização da glicose-6-fosfato a glicose-1-fosfato por acção da fosfoglicomutase. A glicose-1-fosfato reage, então, com a uridina trifosfato (UTP), formando glicose uridina difosfato (UDPGlc) e um pirofosfato. Esta reacção é irreversível e catalisada pela pirofosforílase da UDPGlc.
A UDP-Glc sofre, então, oxidação no carbono 6 por acção da enzima NAD-dependente desidrogenase da UDP-Glc, originando UDP-glicoronato, que é a forma activa do glicoronato. O UDP-glicoronato é uma molécula de grande importância fisiológica, na medida em que: participa em reacções de incorporação de ácido glicorónico em proteoglicanos; se liga a determinadas substâncias (como a bilirrubina, algumas hormonas esteróides e algumas drogas) tornando-as solúveis e permitindo a sua excreção.
A via continua com a hidrólise do grupo UDP do UDP-glicoronato, formando-se D-glicoronato na forma inactiva que é depois transformado em L-gulonato numa reacção NADP-dependente. O L-gulonato pode ter dois destinos: pode ser usado como percursor directo para a síntese do ascorbato (vitamina C), sendo que este processo não é realizado por humanos que têm de ingerir esta vitamina pela dieta; ou pode ser metabolizado a xilulose-5-P. Neste último processo, o L-gulonato é oxidado (num processo Nad-dependente) a 3-ceto-L-gulonato que, por sua vez, é descarboxilado a L-xilulose, composto que é reduzido (num processo NADP-dependente) a xilitol, o qual é oxidado a D-xilulose.
Assim, pode-se dizer também que a via dos ácidos urónicos encontra-se relacionada com a síntese de pentoses (na medida em que a xilulose, que é um composto intermédio da via das pentoses, é um produto final desta via).